# Entacmaea medusivora
Entacmaea medusivora is een zeeanemonensoort uit de familie Actiniidae.
Entacmaea medusivora is voor het eerst wetenschappelijk beschreven door Fautin & Fitt in 1991.